# Jakub Kolas
Jakub Kolas (eller Jakub Kołas) (hviderussisk: Яку́б Ко́лас, født 3. november (O.S. 22. oktober), 1882, død 13. august 1956), rigtige navn Kanstantsin Mikhajlavitj Mitskjevitj (Канстанцін Міхайлавіч Міцкевіч) var en hviderussisk forfatter og digter for Hviderussiske SSR (1926), og medlem af (1928) og vicepræsident for (fra 1929) det hviderussiske videnskabsakademi.
I hans værker var Jakub Kolas kendt for hans sympati for den almindelige hviderussiske bonde. Dette var tydeligt i 'Kolas', som betyder 'øre af korn' på hviderussisk. Han skrev digtsamlingerne Sange om fangenskab (russisk: Песни неволи)
(1908) og Sange om sorg (hviderussisk: Песьні-жальбы, 1910), digtsamlingen Et nyt land (hviderussisk: Новая зямля, 1923) og  Musikeren Simon (hviderussisk: Сымон-музыка, 1925), historier og skuespil. Hans digt Fiskerens hytte (hviderussisk: Рыбакова хата, 1947) handler om kampen efter genforeningen i Hviderusland med den sovjetiske stat. Hans trilogi Ved korsvejen (russisk, На перепутье) (1954) handler om det før-revolutionære liv for de hviderussiske bønder og den demokratiske intelligentsia. Han blev tildelt Sovjetunionens statspris i 1946 og 1949.